# Les Occasions
Les Occasions (Le occasioni) est un recueil de poésies de Eugenio Montale paru en 1939.
Dans Les Occasions, la poésie est faite de symboles, d’analogies,  de limpides affirmations lointaines de l’abandon et de la cordialité discursive des poètes du XIXe siècle. Le monde poétique de Montale apparaît affligé, sombre, souffrant, privé d’espérance même s’il n’est pas dans la négation, en fait, tout ce qui entoure le poète est regardé avec pitié et une compassion mesurée. la même mémoire, qui déjà dans le poème "Cigola la carrucola del pozzo" - La poulie du puits grince - (dans Ossi di Seppia) semble ne pas pouvoir être la possibilité tant rêvée d’évasion du tragique existentiel, se révèle être toujours plus éphémère et évanescente, en particulier dans le poème "Non recidere forbice quel volto" et "la casa dei Doganieri".
La date de publication, le 14 octobre 1939, peu après le déclenchement de la seconde guerre mondiale. Si  vingt ans en arrière, lors de la première guerre mondiale, les poètes avaient avec eux les poèmes de Giosuè Carducci et l’"Allegria di Naufragi" de Giuseppe Ungaretti, maintenant ce sera le recueil de Montale qui se portera dans les sacs à dos (des militaires). Bien qu’on ne trouve pas d’allusions explicites, les soldats virent dans son attitude passive, presque absurde, un chemin à suivre.
Le recueil de poésie est dédié à une mystérieuse I.B., initiales de la poétesse Irma Brandeis (en), avec laquelle Montale entretint vingt ans de correspondances.
La mémoire est sollicitée par quelques "occasions" d’appel, en particulier se dessinent des figures féminines (par exemple une jeune fille qu’il connut en vacances a Monterosso, Annetta Arletta), nouvelles "Beatrices"  à qui le poète confie son espérance. En particulier dans les Mottetti (Motets), petit canzoniere, il explicite cette  poétique stilnoviste qui redevenait à la mode par l’intermédiaire également de Thomas Stearns Eliot et d’Ezra Pound. La figure de la femme, surtout Clizia, nom repris par Horace même si la représentation de la femme vient de Dante, est poursuivi par Montale à travers une image provençale de la femme-ange, messagère de Dieu. Les traits utilisés pour la décrire sont rares, et le désir est entièrement sublimé par une vision de l’amour qui prend une forme purement platonique.
Les "Occasions" sont aussi le livre du fantasme salvateur, qui souvent prend la forme précisément de l’image de la femme. Mais c’est généralement une présence lointaine, presque une non présence qui entraîne chez Montale le thème du souvenir.
En même temps la langue devient moins accessible et les messages sont sous-entendus ; Montale, toutefois ne cède pas à l’hermétisme irrationnel et analogique, mais réaffirme sa propre tension rationnelle et pudiquement sentimentale. Dans les Occasioni la phrase devient plus libre et la réflexion philosophique, qui est la qualité majeure de la poésie de Montale, devient plus rigoureuse. Le poète cherche à pénétrer les raisons de la vie, l’idée de la mort, l’impossibilité de donner une explication valable de l’existence. De telles pensées étaient déjà présentes dans le premier recueil, mais sans l’approfondissement des Occasioni, dans lesquelles le monde des hommes remplace la mer déserte.